# D'où viens-tu, Scrameustache ?
 (octobre 2023).
Si vous disposez d'ouvrages ou d'articles de référence ou si vous connaissez des sites web de qualité traitant du thème abordé ici, merci de compléter l'article en donnant les références utiles à sa vérifiabilité et en les liant à la section « Notes et références ».
D'où viens-tu, Scrameustache ?, de son titre original La Genèse du Scrameustache, est la vingt-deuxième histoire de la série Le Scrameustache de Gos et Walt. Elle a été publiée pour la première fois du no 2635 au no 2643 du journal Spirou, puis en album en 1989.

## Résumé
Cette histoire dévoile les origines du Scrameustache.